# MOBIRY DAYS

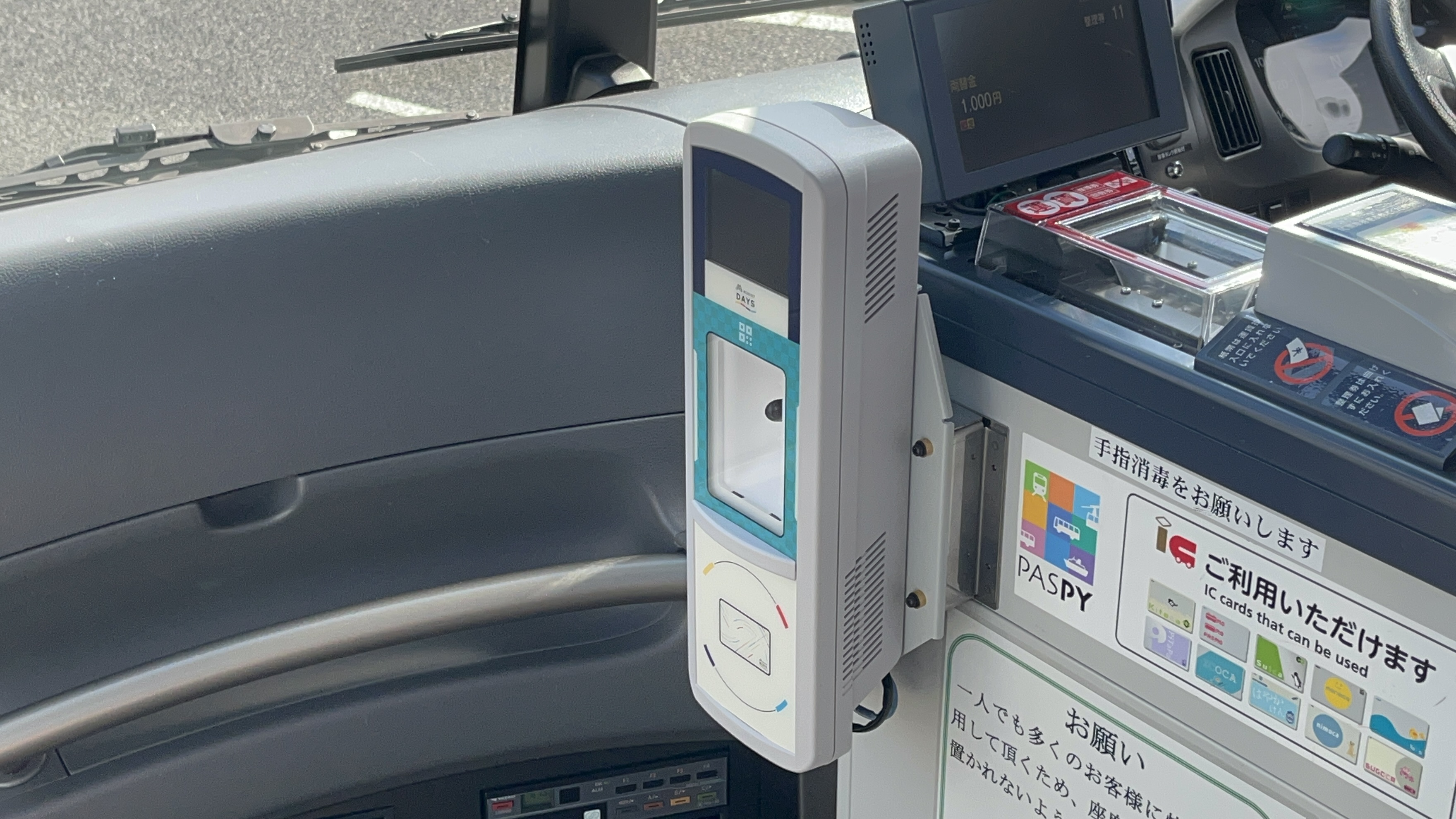
MOBIRY DAYSの読み取り機

MOBIRY DAYS（モビリーデイズ）は、広島電鉄（広電）がPASPYに代わり、日本電気 (NEC)、レシップと共同開発し、2024年（令和6年）7月から広電及びグループ各社で導入した、鉄道・バス乗車券の電子決済（QRコード決済）システム。
また広電グループのみならず、広島県内のコミュニティバスや廃止代替バスの運行事業者などにも導入が予定されている。

## 概要
他の従来の乗車カードが、ICカード/プリペイドカード側でストアードフェア (SF) 残高や定期券情報を保持し、車載器との交信で残高の加除情報をカード側に書き込む「カードベースドチケッティング (Card Based Ticketing, CBT) 」方式を採用しているのに対し、MOBIRY DAYSはそれとは異なり、スマートフォンアプリやICカードが保持するID番号を介して、登録済み利用者の情報をクラウドサーバ側で管理し決済を行う「アカウントベースドチケッティング (Account Based Ticketing, ABT) 」方式を日本で初めて採用したことを特色とする。
これにより、CBT方式では高速な計算処理を行う端末（駅・車両側の機器）が必要になるのに対し、ABT方式では車載端末側ではID番号の読み取りのみを行うだけで済む（決済取引は車載端末とクラウドサーバーとの無線交信で実施する）ため、導入コストの削減が図れるとしている。
カード裏面の記号番号の先頭は、MD。

### 導入の背景
広電をはじめとする広島県内の交通事業者では、1993年から磁気式プリペイドカード型の乗車カード「バスカード」を導入し、さらに2008年からはバスカードの後継システムとして、非接触型IC乗車カード「PASPY」にシステム移行し、交通系ICカード全国相互利用サービスの片利用（該当カードのPASPYエリアでの利用）に対応させてきた。
しかし、広電社長の椋田昌夫は2021年6月29日の株主総会で、PASPYが参加各社が利用比率に応じて分担している7 - 8年ごとのシステム更新費に約50億円を要し、利用比率の高い広電がそのほぼ半額（約20億円）を負担していることに懸念を示し、PASPY事業からの撤退とQRコード決済への移行を表明した。PASPYは広電主導で開始され運営してきたシステムであることから、広電が撤退すればPASPYは成り立たなくなることから、広電のQRコード決済への移行表明が引き金となり、PASPY自体もサービス終了が決定した。
2022年3月4日、広電はNEC、レシップとの3社共同で、ABT方式による新たな乗車システムの検討に着手したことを公表し、2024年10月のサービス開始を目途として開発を行うことを明らかにした。
その後、詳細な仕様の決定を進めた結果、2023年10月23日にサービス名称を広電のMaaSアプリ「MOBIRY」に由来する「MOBIRY DAYS」とすることを発表、主なサービス内容を公表した。

## 沿革
- 2021年（令和3年）6月29日 - 広島電鉄の株主総会で、椋田昌夫社長がPASPYからの離脱とQRコード決済導入を表明[3]。
- 2022年（令和4年）3月4日 - 広島電鉄が新決済システムの開発に着手したことを公表[5]。
- 2023年（令和5年）10月23日 - 新決済システムによるサービス名を「MOBIRY DAYS」とし、サービスの詳細を公表[6]。
- 2024年（令和6年）
  - 7月20日 - 広島電鉄バスと備北交通が運行する高速バス「広島 - 三次 - 庄原 - 東城線」と備北交通の一般路線バスの大半（高田南部線、東城市街地循環バス、東城廃止代替バスを除く全路線）で「MOBIRY DAYS」のサービスを開始（ただし、iOS版アプリについてはAppleの検証未了につき提供延期）[7]。
  - 8月22日 - iOS版アプリ提供開始[8]。
  - 9月7日 - 広島電鉄の電車・バス全線（松江線、米子線を除く）、芸陽バス全線（海田町ふれあいバス、安芸津海風バスを除く）、備北交通の高田南部線、エイチ・ディー西広島（ボン・バス）全線でサービス開始[9][10]。
- 2025年（令和7年）
  - 2月1日 - 廿日市市自主運行バス（さくらバス・おおのハートバス）でサービス開始[11]。
  - 3月1日 - 呉市生活バスでサービス開始[12]。
  - 3月10日 - 宮島松大汽船でサービス開始[13]。
  - 3月30日 - 広島バス、広島交通、JRバス中国の一部路線でサービス開始[14]。
  - 3月31日 - 海田町ふれあいバスでサービス開始[15]。
  - 10月4日 - 広島県外の事業者としては初めて北海道北見バスでサービス開始（予定）[16]。

## 導入事業者と導入路線
以下の各社各路線で導入、または導入が予定されている。
広島バス、広島交通、JRバス中国の3社はICOCAのシステムを中心に運用する。

### 導入済

#### 電車・一般路線バス
- 広島電鉄 - 電車・バス全線（高速バス松江線、米子線を除く）
- 広島バス - エキまちループ、まちのわループ、21号線、22号線、26号線
- 広島交通 - まちのわループ、今吉田線
- 芸陽バス - 全線（安芸津海風バスを除く）
  - スカイレールサービス - みどり坂タウンバス（芸陽バスに運行委託）
- JRバス中国 - クレアライン
- 備北交通 - 全線（東城市街地循環バス、東城廃止代替バスを除く）
- エイチ・ディー西広島 - 全線
- 朝日交通 - 熊野阿戸線
- 瀬戸内産交 - 沖友線
- 君田交通 - 川の駅三次線（JR三江線廃止代替バス）
- ひろでんモビリティサービス - スマートムーバー（デマンドバス）

#### コミュニティバス
- 呉市「呉市生活バス」[20][12] - 以下の9社が運行
  - ひまわり交通 - 下蒲刈地区生活バス
  - 倉橋交通 - 倉橋地区生活バス
  - 朝日交通 - 昭和循環線（北コース・中央コース・南コース）
  - 富士交通 - 仁方小須磨線、三条二河宝町線、横路交叉点循環線、白石白岳交叉点循環線、安浦地区生活バス
  - 野呂山タクシー - 広長浜線、川尻地区生活バス
  - なべタクシー - 音戸さざなみ線、田原藤の脇線
  - 東和交通 - 呉苗代下条線、北原神山峠線、見晴町線
  - 呉交通 - 阿賀音戸の瀬戸線
  - 瀬戸内産交 - 広川尻線
- 三次市「くるるん」 - 備北交通が運行
- 庄原市「ひまわりバス」 - 備北交通が運行
- 東広島市「のんバス」 - 芸陽バス運行便に限る（JRバス中国運行便は不可）
- 廿日市市「廿日市市自主運行バス」[11] - 以下の5社が運行
  - 廿日市交通 - 廿日市さくらバス 佐方ルート、原ルート
  - 廿日市カープタクシー - 廿日市さくらバス 阿品台ルート、宮内ルート
  - ささき観光 - おおのハートバス
  - 佐伯交通 - 佐伯さくらバス 玖島線
  - 津田交通 - 佐伯さくらバス 浅原線、吉和さくらバス
- 安芸郡府中町「つばきバス」[21] - 広電バスが運行
- 安芸郡海田町「ふれあいバス」[15] - 芸陽バスが運行

#### 船舶
- 宮島松大汽船[13] - 宮島航路

### 導入予定

#### 一般路線バス
- 広島バス - 上記導入済み路線以外の路線バス全線（順次導入中）
- 広島交通 - 上記導入済み路線以外の路線バス全線（順次導入中）
- JRバス中国 - 雲芸南線
  - MOBIRY DAYSの導入について、広島バスと広島交通は2025年度中に路線バス全線に導入予定である一方、JRバス中国はクレアラインと雲芸南線のみの導入となり、呉市や東広島市の路線バスには導入しないとしている[22][14]。
- 北海道北見バス - 都市間バスを除く路線バス全線
  - 2025年10月4日に広島県外の事業者としては初の導入予定[16]。

## 他の交通系ICカードの利用について

交通系ICカードとの関係。現在ICOCA簡易型端末を並行導入し、MOBIRY DAYSそのものは機器に非対応だが、2026年対応予定。

MOBIRY DAYSはPASPYと異なり、交通系ICカード全国相互利用サービスとの互換性がない。このため、他の交通系ICカードについてはICOCAの簡易型IC端末を新たに導入することで、PASPYのサービス終了後も引き続き利用可能としている。ただし、ICOCA定期券の利用や電車・バス車内でのICカードチャージは出来ず、ICカード内チャージ残額での利用に限られる。
広電は、PASPYサービス終了翌日の2025年3月30日から、これらの取り扱いを開始した。
広電は当面の間、MOBIRY DAYSとICOCAの2種類の読み取り機を電車やバスに搭載するものの、将来的にはICOCAの読み取りもMOBIRY DAYSの読み取り機で可能とし、端末を共通化したいとしている。
その後、2024年11月13日の会見で広電の仮井康裕社長は、決済時の混雑などを避けるためにMOBIRY DAYSの車載器でも全国交通系ICカードや流通大手の電子マネーを使えるように新たに検討していることを明らかにしている。PASPYサービス終了後の早期実現を目指すとしており、このうち全国交通系ICカードについては、2026年春から対応できるよう準備を進めていることを2025年6月27日の株主総会で明らかにした。

### MOBIRY DAYS導入済
| MOBIRY DAYS事業者                                                                          | MOBIRY DAYS事業者          | MOBIRY DAYS       | 全国交通系ICカード | 備考                        |
| ------------------------------------------------------------------------------------------ | -------------------------- | ----------------- | ------------------ | --------------------------- |
| 広島電鉄（電車・バス）                                                                     | 広島電鉄（電車・バス）     | ◎                 | △                  | コミュニティバス含む        |
| 広島バス                                                                                   | 広島バス                   | ○ ※順次導入中     | ◎                  | ICOCAのシステムを中心に運用 |
| 広島交通                                                                                   | 広島交通                   | ○ ※順次導入中     | ◎                  | ICOCAのシステムを中心に運用 |
| 芸陽バス                                                                                   | 芸陽バス                   | ◎                 | △                  | 一部コミュニティバス含む    |
|                                                                                            | スカイレールサービス       | ◎                 | ◎                  | みどり坂タウンバス          |
| JRバス中国                                                                                 | JRバス中国                 | ○（一部路線のみ） | ◎                  | ICOCAのシステムを中心に運用 |
| 備北交通                                                                                   | 備北交通                   | ◎                 | △（一部路線のみ）  | 一部コミュニティバス含む    |
| エイチ・ディー西広島                                                                       | エイチ・ディー西広島       | ◎                 | △                  |                             |
| 君田交通                                                                                   | 君田交通                   | ◎                 | ×                  |                             |
| ひろでんモビリティサービス                                                                 | ひろでんモビリティサービス | ◎                 | ○（PiTaPaを除く）  | WAONも利用可                |
| 呉市生活バス                                                                               | ひまわり交通               | ◎                 | ×                  | PASPY非対応事業者           |
| 呉市生活バス                                                                               | なべタクシー               | ◎                 | ×                  |                             |
| 呉市生活バス                                                                               | 富士交通                   | ◎                 | ×                  |                             |
| 呉市生活バス                                                                               | 野呂山タクシー             | ◎                 | △（一部路線のみ）  | PASPY非対応路線も含む       |
| 呉市生活バス                                                                               | 朝日交通                   | ◎                 | ×                  | 自社直営運行路線も同様      |
| 呉市生活バス                                                                               | 東和交通                   | ◎                 | ×                  |                             |
| 呉市生活バス                                                                               | 呉交通                     | ◎                 | ×                  |                             |
| 呉市生活バス                                                                               | 倉橋交通                   | ◎                 | ×                  |                             |
| 呉市生活バス                                                                               | 瀬戸内産交                 | ◎                 | △（一部路線のみ）  | 自社直営運行路線も同様      |
| 廿日市市自主運行バス                                                                       | 廿日市交通                 | ◎                 | ×                  |                             |
| 廿日市市自主運行バス                                                                       | 廿日市カープタクシー       | ◎                 | ×                  |                             |
| 廿日市市自主運行バス                                                                       | ささき観光                 | ◎                 | ×                  | PASPY非対応事業者           |
| 廿日市市自主運行バス                                                                       | 佐伯交通                   | ◎                 | ×                  | PASPY非対応事業者           |
| 廿日市市自主運行バス                                                                       | 津田交通                   | ◎                 | ×                  | PASPY非対応事業者           |
| 宮島松大汽船                                                                               | 宮島松大汽船               | ◎                 | ◎                  |                             |
| ［凡例］ ◎：利用可 ○：利用可（定期券のぞく） △：カード内チャージ残額利用のみ可 ×：利用不可 |                            |                   |                    |                             |

### MOBIRY DAYS導入予定
| MOBIRY DAYS事業者                                                                          | MOBIRY DAYS事業者 | MOBIRY DAYS       | 全国交通系ICカード | 備考                                        |
| ------------------------------------------------------------------------------------------ | ----------------- | ----------------- | ------------------ | ------------------------------------------- |
| 広島バス                                                                                   | 広島バス          | ○                 | ◎                  | 順次導入中。ICOCAのシステムを中心に運用     |
| 広島交通                                                                                   | 広島交通          | ○                 | ◎                  | 順次導入中。ICOCAのシステムを中心に運用     |
| JRバス中国                                                                                 | JRバス中国        | ○（一部路線のみ） | ◎                  | 一部路線導入済。ICOCAのシステムを中心に運用 |
| 北海道北見バス                                                                             | 北海道北見バス    | ◎                 | ×                  | PASPY非対応事業者                           |
| ［凡例］ ◎：利用可 ○：利用可（定期券のぞく） △：カード内チャージ残額利用のみ可 ×：利用不可 |                   |                   |                    |                                             |

## 利用方法

### 会員登録
利用に当たっては事前の会員登録が必要となり、専用のウェブサイトもしくはスマートフォンアプリ上でメールアドレスとチャージ決済用のクレジットカード（ブランドがJCB、VISA、Master、AMEX、Dinersで、3Dセキュア2.0に対応していることが必須。デビットカード、プリペイドカードは不可）を設定する必要がある。また、ICカードの発行もアプリ上から申し込むことを原則とする。
チャージ決済手段にクレジットカードではなく、銀行口座からの引き落とし（広島銀行のみ取扱い）を選択することも可能だが、その場合は有人取扱窓口で会員登録を行う必要がある。有人窓口は、2024年7月20日の先行導入時点では広島電鉄広島北営業課（広島市西区）、広島バスセンター（広島市中区）、備北交通本社（庄原市）、三次市交通観光センター（三次市）の4箇所のみだが、同年9月7日の本格導入以降は4箇所に加えて広島電鉄の各営業センター・営業所、及び芸陽バスの各営業所に取扱窓口を設けている。
また、メールアドレスがない場合、あるいは決済手段を持たない（現金でのチャージのみ行う）場合でも会員登録は可能であるが、その場合も上記の有人取扱窓口で会員登録とICカード発行を申し込む必要がある。

### チャージ・決済
会員登録終了後、スマートフォンアプリにより指定金額をチャージする（オートチャージにも対応する）。銀行口座からの引き落としでは手数料がチャージ1回につき25円発生する。アプリで完結するモバイル決済を前提としており、現金チャージは上記の有人取扱窓口でのICカードへのチャージに限定され、バス・電車車内での現金チャージには対応しない。
利用時には、乗車時及び降車時に車両端末にスマートフォンアプリのQRコードもしくはICカードをかざす。利用前にアプリ決済かICカード決済のどちらかを選ぶ必要があるため、一つの会員情報でスマートフォンアプリとICカードを同時に利用することはできない。また車内での現金チャージに対応していないため、残高不足になりクレジットカードもしくは銀行口座からのチャージができない場合は、不足額を現金で支払うことになる。
2024年11月13日の会見で広電の仮井社長は、MOBIRY DAYSのチャージ手段も拡充させる方向を明らかにした後、2025年4月22日にバス・電車車内での現金チャージを2025年8月から可能にすることを発表した。